# Colegio Mayor Azarbe
El Colegio Mayor Azarbe es un centro situado en Murcia (España), y adscrito a la Universidad de Murcia.

## El edificio
El colegio fue, en primer lugar, el Palacio de los Saavedra, edificio del siglo XVII, construido en 1648, que un año más tarde es heredado por las parroquias de la ciudad. En el año 1633 se convierte en un edificio privado debido a una subasta. En 1935 cae en manos de las Carmelitas de la Caridad de Vedruna, convirtiéndose así en una residencia femenina.
La Universidad de Murcia obtiene el colegio en el año 1978, que posteriormente sería rehabilitado integralmente. En el 2011 se realizaron obras para construir un comedor nuevo, junto con una cocina, un gimnasio y 55 habitaciones más.
Sobre la entrada, realizada en piedra y mármol, se encuentra un balcón con los tres escudos nobiliarios: el de los Saavedra, el de los Fajardo y el de los Fontes. Se encuentra lindando con la calle San Antonio la ``torre del Duende´´, sobre la cual se cuenta desde hace años una leyenda.

## Localización
El Colegio Mayor Universitario Azarbe está situado en una zona de ambiente universitario, justo en el centro de Murcia. El Campus de la Merced se encuentra a tan sólo cinco minutos, 200 metros, y allí están las Facultades de Derecho y Letras. Para llegar al Campus de Espinardo, situado a 7 kilómetros, están disponibles el tranvía o el autobús. 

## Actualidad
Hoy en día es un Colegio Mayor de género mixto y gestión pública, en el cual se pretende crear un ambiente propicio para el estudio y así conseguir que el rendimiento académico sea favorable, siendo de esta forma imprescindible un buen resultado para conseguir la renovación de la plaza en el año siguiente.
Se encuentran disponibles habitaciones para profesores y personal de administración y servicios de la universidad que dispongan de ellas en un periodo corto de tiempo. En el verano la oferta se amplia.
También cuenta con un servicio de comedor que está disponible al mediodía para la comunidad universitaria.

## Instalaciones
El colegio cuenta con 68 habitaciones individuales y 27 colectivas, equipadas con calefacción y aire acondicionado, disponibles para colegiales. Para profesores y otros usuarios cuenta con 5 habitaciones, además de incluir entre estas y las de colegiales algunas que estén preparadas para personas con discapacidad.
También se encuentran otras salas, como puede ser la biblioteca o sala de estudio, un aula informática llamada ``Azor-B´´, un gimnasio, un salón de actos, cuyo nombre es ``Francisco Rabal´´; y las salas ``Saavedra Fajardo´´, ``Luis de Garay´´ y ``Erasmus´´, disponibles para el ocio, que cuentan con equipamiento televisivo, sillones y un futbolín disponibles para el disfrute de los colegiales. 
Por último encontramos una sala de visitas, dónde los estudiantes pueden recibir a sus familiares y amigos; una sala de lavandería y un patio disponible para actividades de carácter deportivo, lúdico, académico y cultural. 

## Servicios
Dentro del colegio, además, cuentan con servicio de limpieza dos veces a las semanas para las habitaciones y diario para las zonas comunes. 
Un servicio de comedor de lunes a sábado, pudiendo realizar los almuerzos a mediodía en el campus de Espinardo.
La lavandería dispone de autoservicio para que los colegiales puedan disponer de ella en todo momento. 
Cocina disponible para el fin de semana.
Acceso WI-FI a internet de forma gratuitay habitaciones.
Un servicio de portería las 24 horas del día, además de un teléfono fijo en cada habitación para la posibilidad de recibir llamadas.
También hay disponibles máquinas expendedoras de comida y bebidas.

## Tradiciones y actividades
Los colegiales realizan actividades propuestas por ellos mismos todas las semanas para fomentar la integración. Algunas de estas pueden ser: competiciones de fútbol, de baloncesto, de canto, de futbolín, etc.
Cuentan también con la actividad de coro, que realiza sus actuaciones en los dos grandes actos del colegio: la cena de Navidad, y el acto de Imposición de Becas. En ambas fechas se realiza una celebración dónde acuden personas importantes que tienen relación con la Universidad de Murcia, y en la cual todo el mundo se viste de gala y se ofrece una comida o cena a los asistentes. 